# 레니 본 돌린
레니 본돌런(Lenny Von Dohlen, 1958년 12월 22일 ~ 2022년 7월 5일)은 미국의 배우였다.

## 출연 작품

### 영화
- 나 홀로 집에 3 (1997) - 버턴 역
- 티스 (2007) - 빌 역